# ARO 12
ARO 12 (cunoscută și ca Dacia Deceneu) este un autoturism produs de ARO în colaborare cu uzina Dacia in număr de 14 exemplare. Modelul este compus dintr-o caroserie Dacia 1310 Break și șasiul și partea mecanică de proveniență ARO.

## Istorie
Nicolae Ceaușescu a fost impresionat de macheta premergătoare modelului final și și-a dat acceptul să o testeze. A fost prima persoană care a condus această mașină ce i-a fost pusă la dispoziție în curtea Sălii Palatului din București după ce au fost aduse mai multe exemplare la reședința din București și Snagov.
Mașina, având tracțiune integrală și garda la sol semnificativ mărită față de o Dacia break i-a plăcut fostului președinte, Nicolae Ceaușescu, însă cea care nu și-a dat acordul cu privire la producerea modelului a fost Elena Ceaușescu.
La scurt timp după refuzul Elenei Ceaușescu, uzina ARO a primit o solicitare de producere a încă 10 mașini în termen de 10 zile, mașini ce urmau a fi date miniștrilor din cadrul Ministerului Comerțului. Și de această dată mașinile au fost retrase din circulație la ordinul Elenei Ceaușescu, modelele produse fiind folosite în cadrul uzinei ARO pentru aprovizionare, delegații și alte activități interne. În prezent, doar 2 exemplare mai sunt în stare de funcționare.